# Vammen
Vammen – miasto w Danii, w regionie Jutlandia Środkowa, w gminie Viborg.